# Бардакчи, Улаш
Расих Улаш Бардакчи (тур. Rasih Ulaş Bardakçı, 1947 — 19 февраля 1972) — студенческий активист, революционер, одна из ключевых фигур Народно-освободительной Партии-Фронта Турции.

## Биография
Поступил в Ближневосточный университет в Анкаре, где познакомился с коммунистическими идеями. Принял активное участие в создании Федерации революционной молодёжи Турции (тур. Dev-Genç). В конце 1970 г. вместе с Махиром Чаяном участвовал в организации Народно-освободительной Партии-Фронта Турции и в её вооружённых акциях.
В мае 1971 г. его отряд Народно-освободительной Партии-Фронта Турции похищает израильского посла в Турции. Они потребовали освобождения своих товарищей, которые были арестованы после военного переворота. Однако требования не были выполнены, и посол был убит. После проведения властями неудачной операции по освобождению посла, партизаны были арестованы.
В ноябре 1971 г., вместе с 5 другими революционерами, находившимися в тюрьме, бежит и делает всё возможное, чтобы сохранить позиции Партии-Фронта в Стамбуле.
Однако убежище Бардакчи было обнаружено и окружено полицией 19 февраля 1972 г. После отказа сдаться, полиция начала штурм помещения. Во время боя Бардакчи был убит.